# Condylostylus fujianensis
Condylostylus fujianensis är en tvåvingeart som beskrevs av Yang 2003. Condylostylus fujianensis ingår i släktet Condylostylus och familjen styltflugor. Inga underarter finns listade i Catalogue of Life.